# Styrbjörn Holm
Styrbjörn Holm, född 14 februari 1928 i Stockholm, död 20 januari 1994 i Nynäshamn, var en svensk seglare. Han tävlade för Kungliga Svenska Segelsällskapet.
Holm tävlade för Sverige vid olympiska sommarspelen 1964 i Tokyo, där han tillsammans med Bo Kaiser och Arne Settergren slutade på 14:e plats i drakklassen.